# Göhren (bei Altenburg)
Göhren ist eine Gemeinde im thüringischen Landkreis Altenburger Land. Sie gehört zur Verwaltungsgemeinschaft Rositz.

## Geografie
Die Gemeinde Göhren befindet sich mit den Ortsteilen westlich der Stadt Altenburg im Zeitzer-Altenburger-Lösshügelland, einem Ausläufer der Leipziger Tieflandbucht. Verkehrsmäßig sind die Ortsteile mit der Landesstraße 1362, der Kreisstraße 210 und mit Ortsverbindungswegen am Verkehr angeschlossen. Der Ortsteil Göhren befindet sich am steileren rechten Talhang des Kleinen Jordans, der über die Blaue Flut in die Pleiße entwässert.

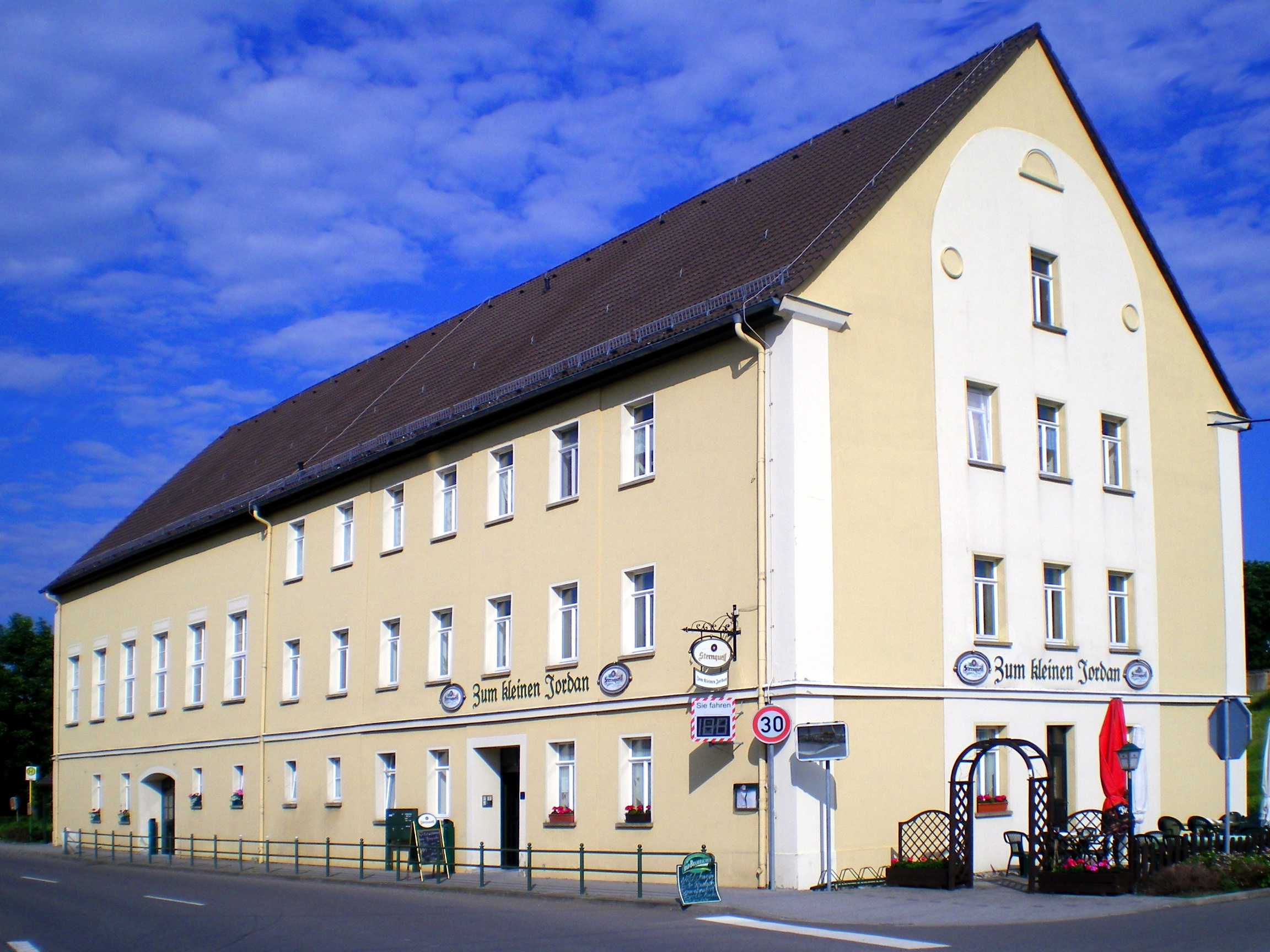
Gasthof „Zum kleinen Jordan“ in Göhren
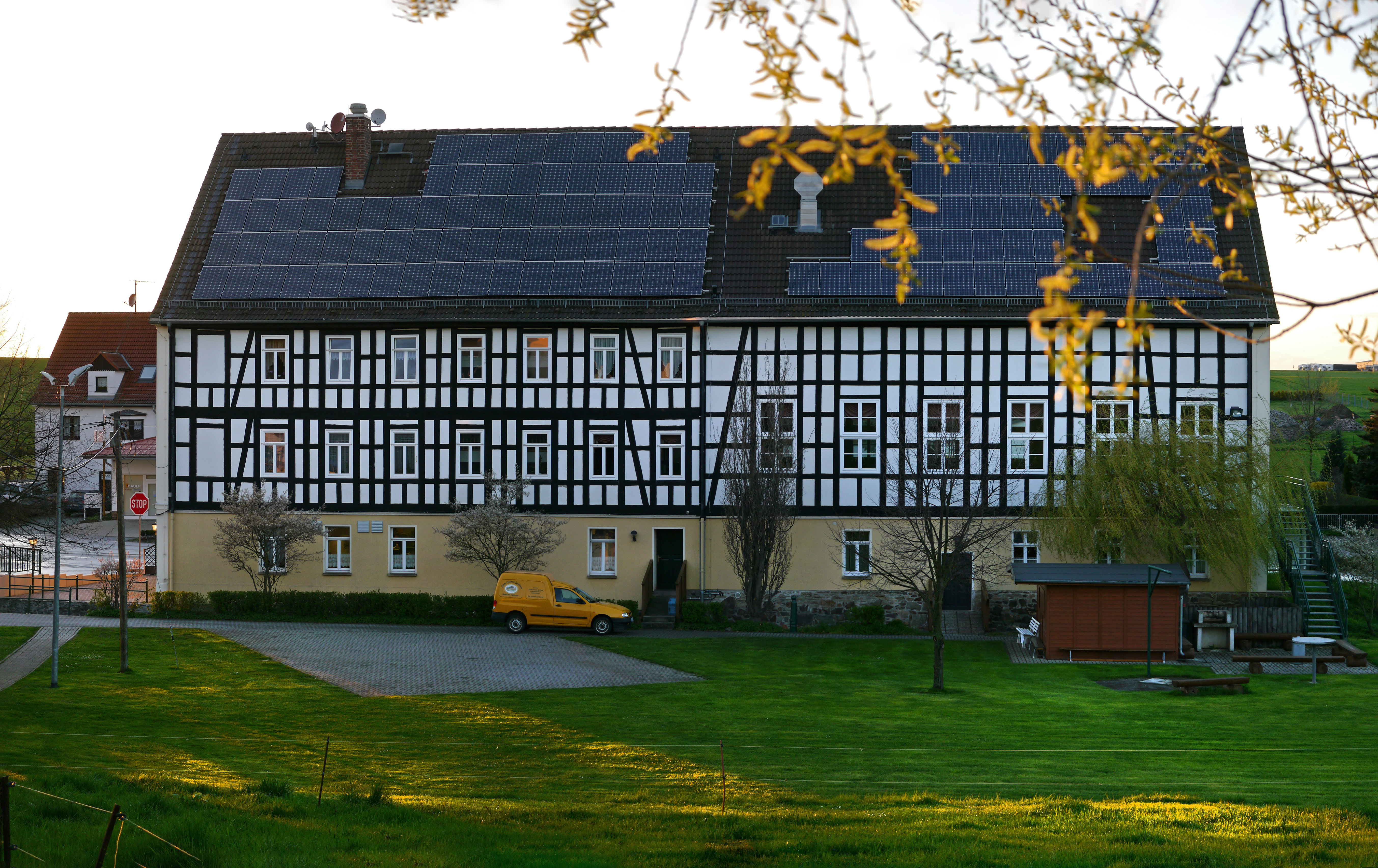
Fachwerk auf der Südostseite des Gasthofs
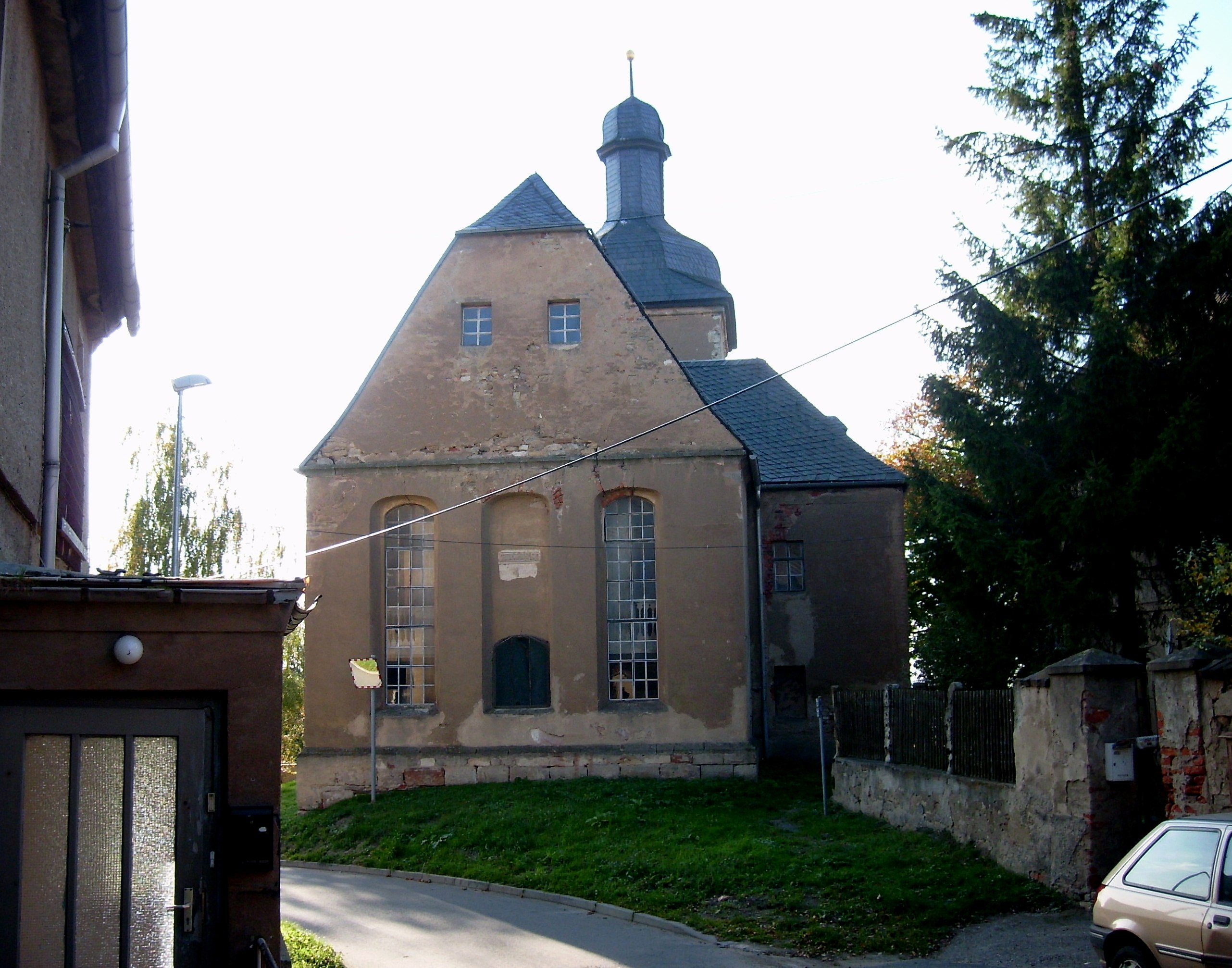
Kirche in Gödern
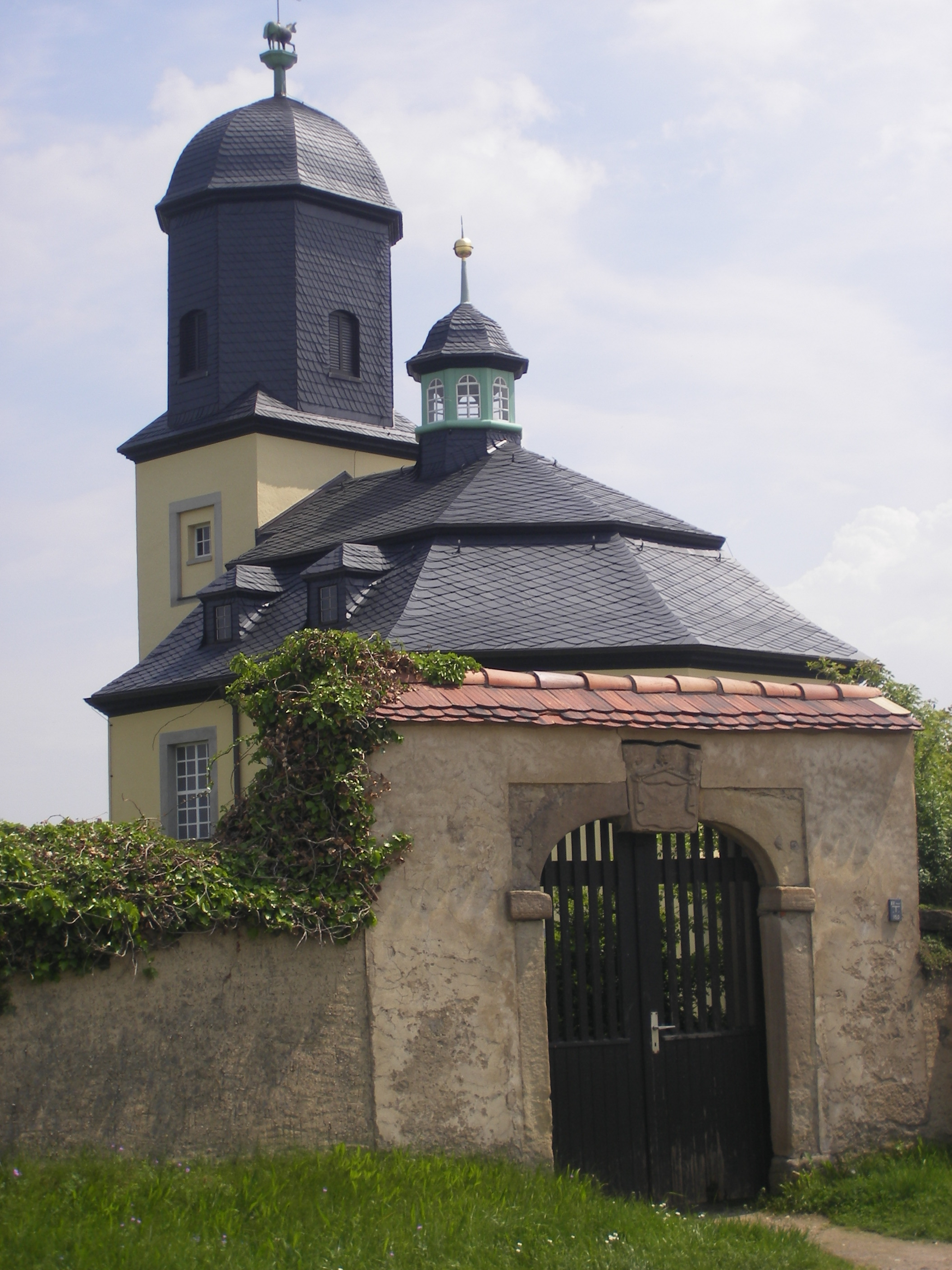
Kirche in Romschütz
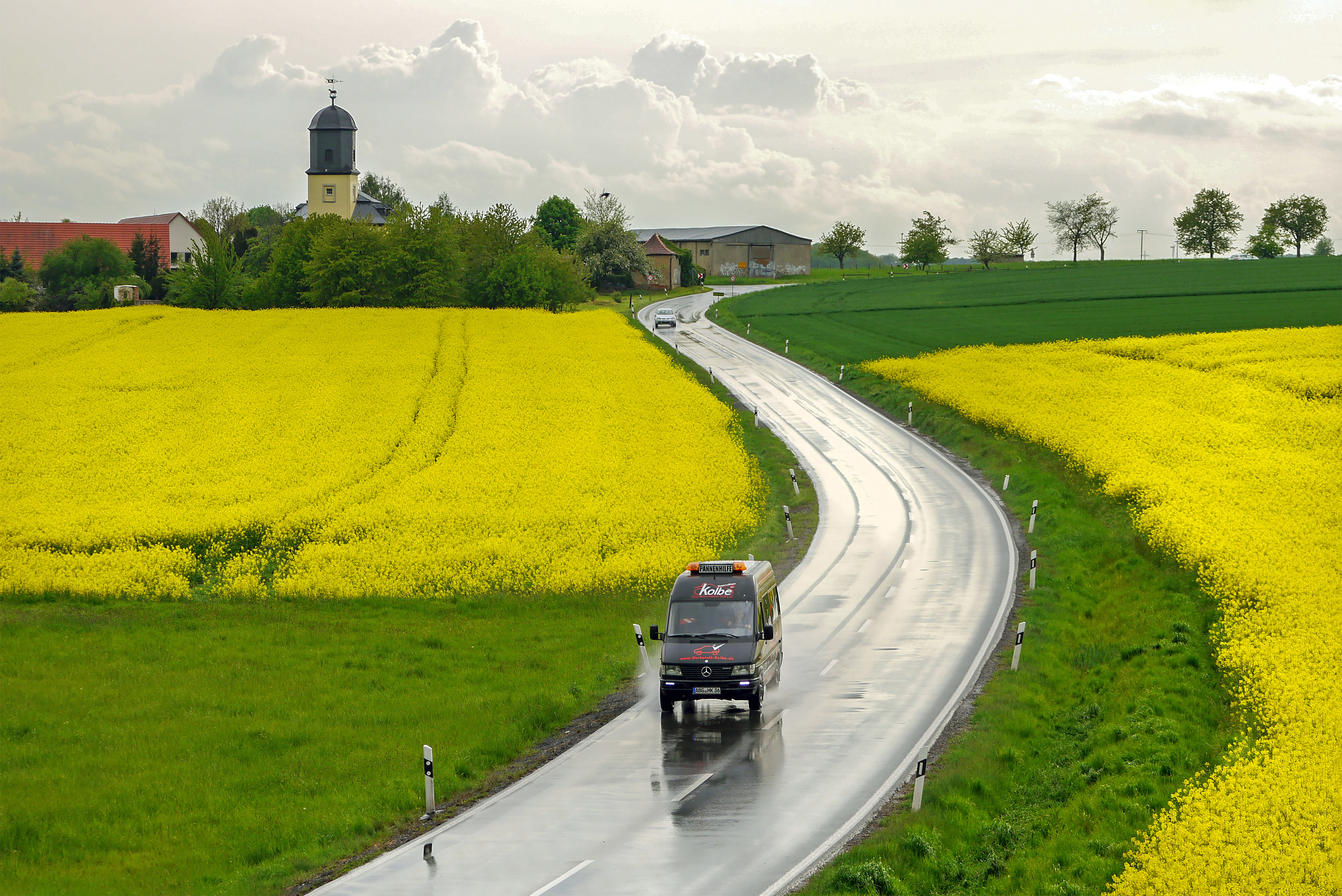
Eisenberger Straße nach Romschütz

### Nachbargemeinden
Angrenzende Kommunen sind die Städte Altenburg und Schmölln sowie die Gemeinden Göllnitz, Lödla, Monstab und Starkenberg.

### Gemeindegliederung

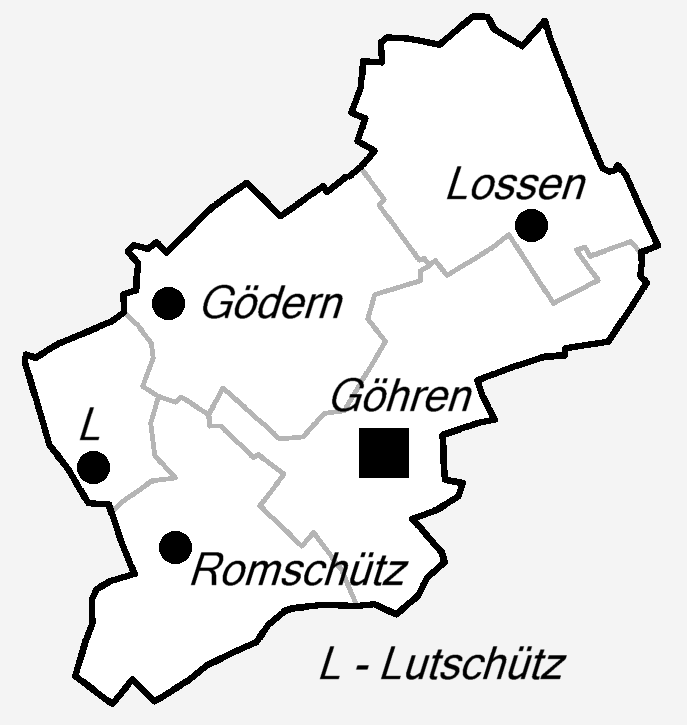
Gemeindegliederung

Ortsteile sind Göhren (1181–1214), Gödern (1165–1170), Lossen (1165–1170), Lutschütz (1185–1214) und Romschütz (1. November 1254). (In Klammer urkundliche Ersterwähnung)

## Geschichte
Urkundlich wurde Göhren zum ersten Mal zwischen 1181 und 1214 erwähnt. Der um 1200 genannte altsorbische Ortsname „Goren“ bezeichnet seine topographische Lage als „Ort am Berg“. Ursprünglich gehörte der Ort zum Besitz der Burggrafen von Leisnig, später erwarben auch geistliche Institutionen des Altenburger Lands Besitzungen im Ort. 1445 zählte man in Göhren sechs Höfe.
Göhren gehörte zum wettinischen Amt Altenburg, welches ab dem 16. Jahrhundert aufgrund mehrerer Teilungen im Lauf seines Bestehens unter der Hoheit folgender Ernestinischer Herzogtümer stand: Herzogtum Sachsen (1554 bis 1572), Herzogtum Sachsen-Weimar (1572 bis 1603), Herzogtum Sachsen-Altenburg (1603 bis 1672), Herzogtum Sachsen-Gotha-Altenburg (1672 bis 1826). Bei der Neuordnung der Ernestinischen Herzogtümer im Jahr 1826 kam der Ort wiederum zum Herzogtum Sachsen-Altenburg.
Nach der Verwaltungsreform im Herzogtum gehörte er bezüglich der Verwaltung zum Ostkreis (bis 1900) bzw. zum Landratsamt Altenburg (ab 1900). Das Dorf gehörte ab 1918 zum Freistaat Sachsen-Altenburg, der 1920 im Land Thüringen aufging. 1922 kam es zum Landkreis Altenburg.
Am 1. Juli 1950 erfolgte die Eingemeindung von Romschütz, Gödern mit seinem Ortsteil Lutschütz und Lossen mit seinem Ortsteil Steinwitz, aber ohne den Ortsteil Wieseberg. Die günstige Verkehrslage an der Alten Geraer Landstraße war ein wesentlicher Grund dafür, Göhren als Hauptort auszuwählen. Steinwitz wurde am 4. Januar 1953 nach Altenburg umgegliedert. Bei der zweiten Kreisreform in der DDR wurden 1952 die bestehenden Länder aufgelöst und die Landkreise neu zugeschnitten. Somit kam die Gemeinde Göhren mit dem Kreis Altenburg an den Bezirk Leipzig, der seit 1990 als Landkreis Altenburg zu Thüringen gehörte und 1994 im Landkreis Altenburger Land aufging.
Mit seinen acht Fachwerkhäusern zählt Göhren zu den fachwerkreichen Siedlungen im Altenburger Land. Im Tal an der einstigen Geraer Straße, der heutigen Eisenberger Straße, steht unmittelbar am „Kleinen Jordan“ der einst regional bekannte Gasthof „Zum Deutschen Jordan“ (heute „Zum kleinen Jordan“). Der Böhnersche Gasthof war Ende des 19. Jahrhunderts besonders wegen seines großen Saales das Ziel von Tanzlustigen der Region.

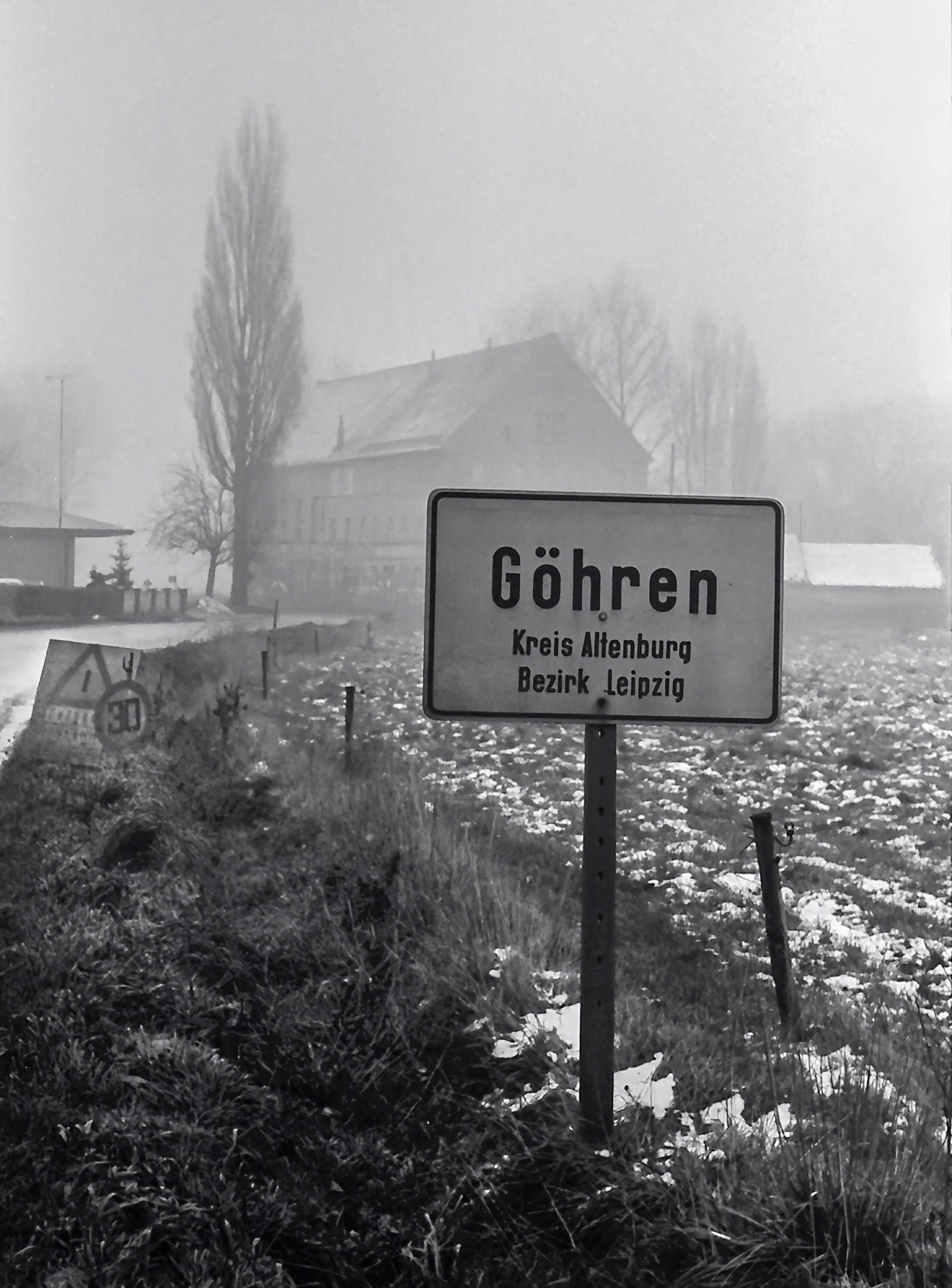
Ortsschild 1977, von Romschütz kommend
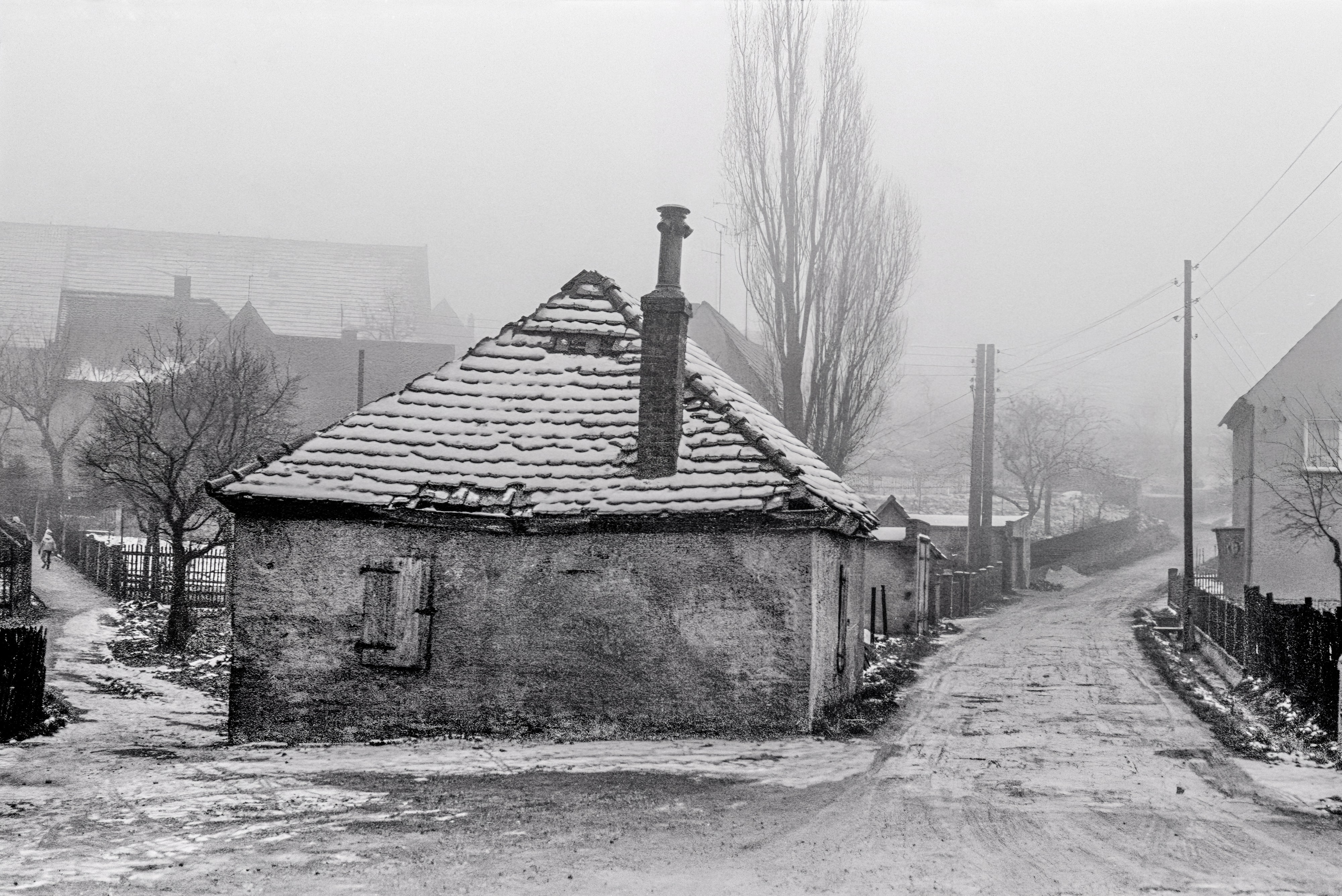
Ehemalige Kegelbahn und Post, 1977 als Schuppen genutzt
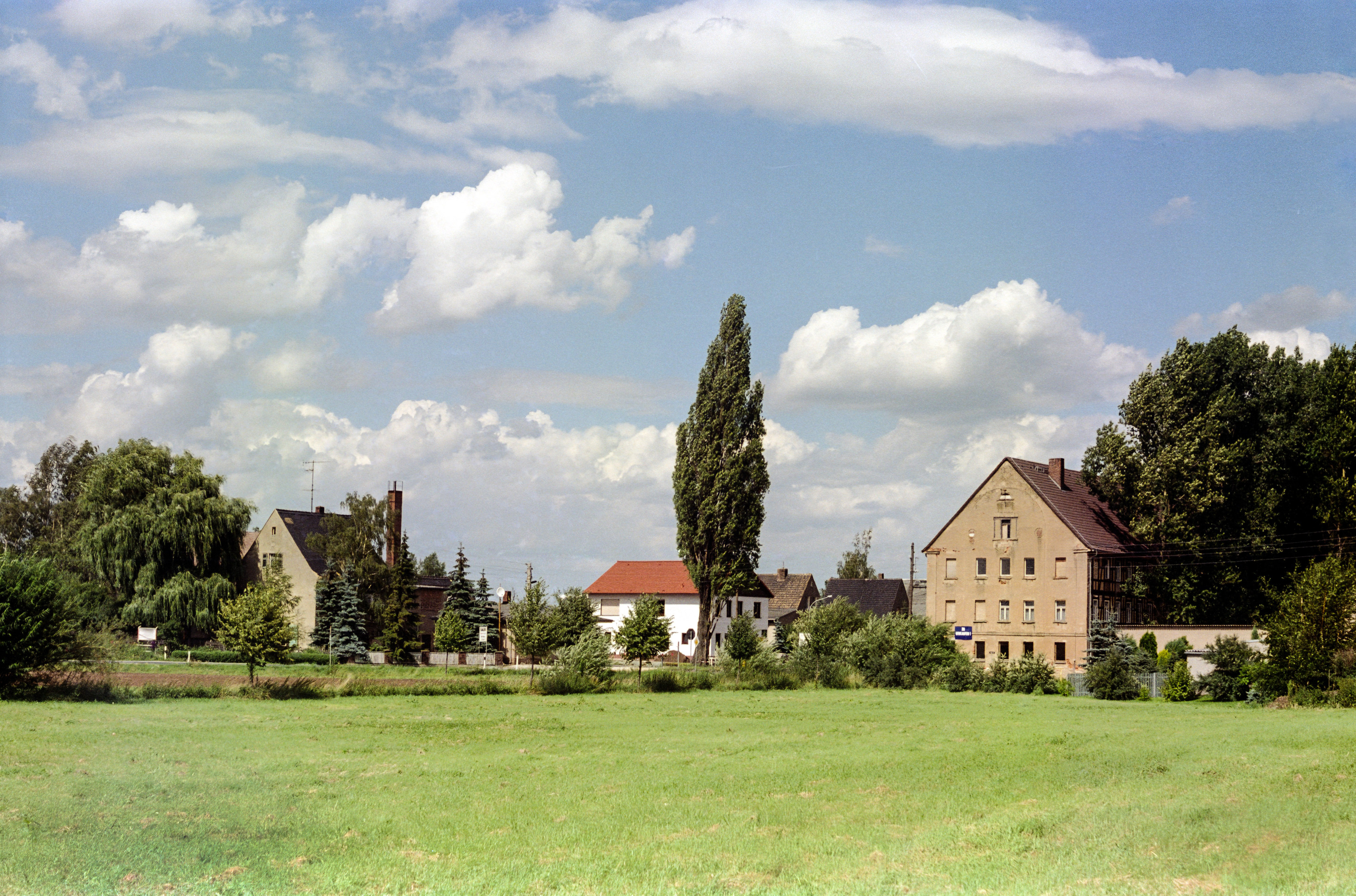
Der Gasthof stand 1993 zum Verkauf (Schild)
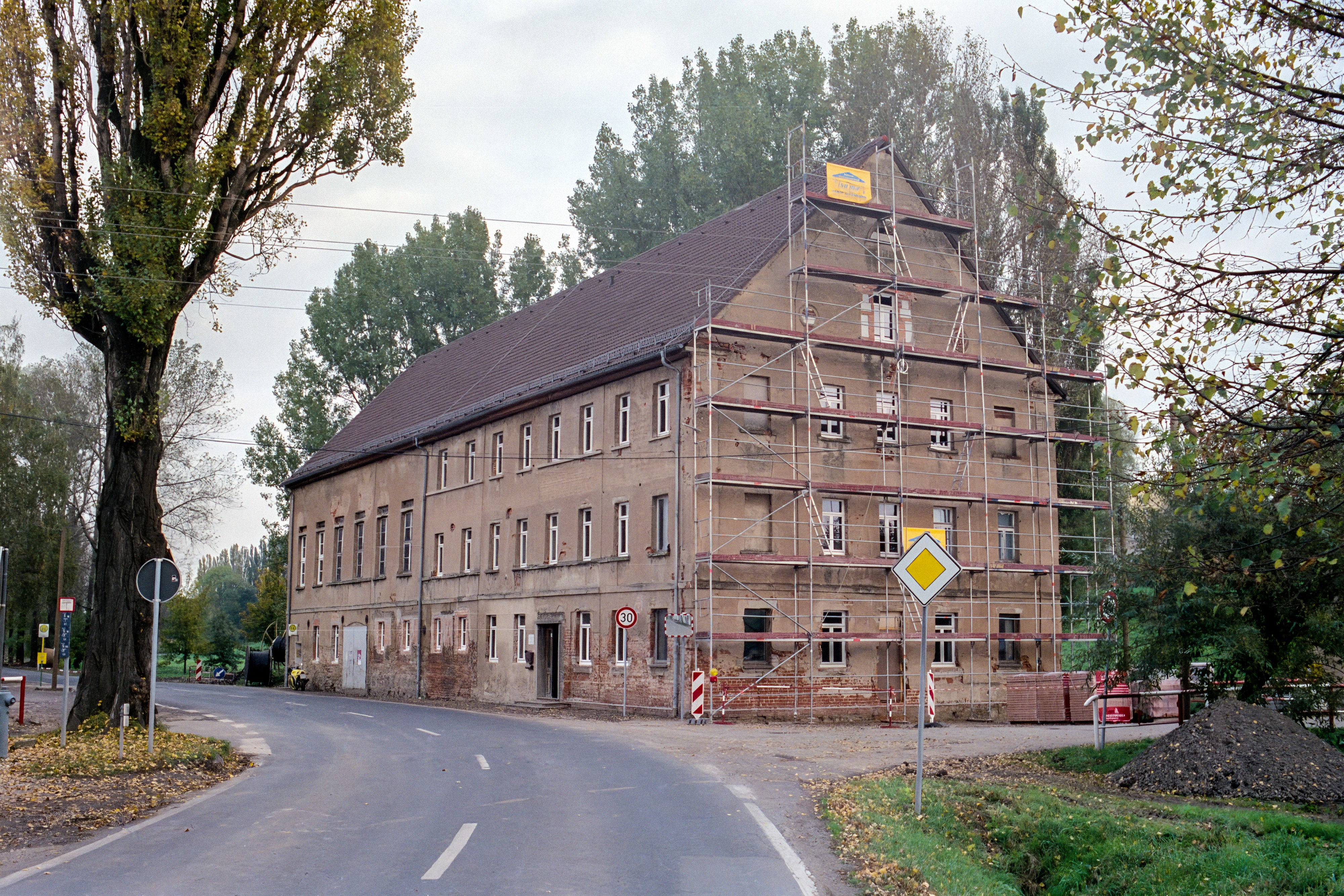
1996 wurde der Gasthof restauriert
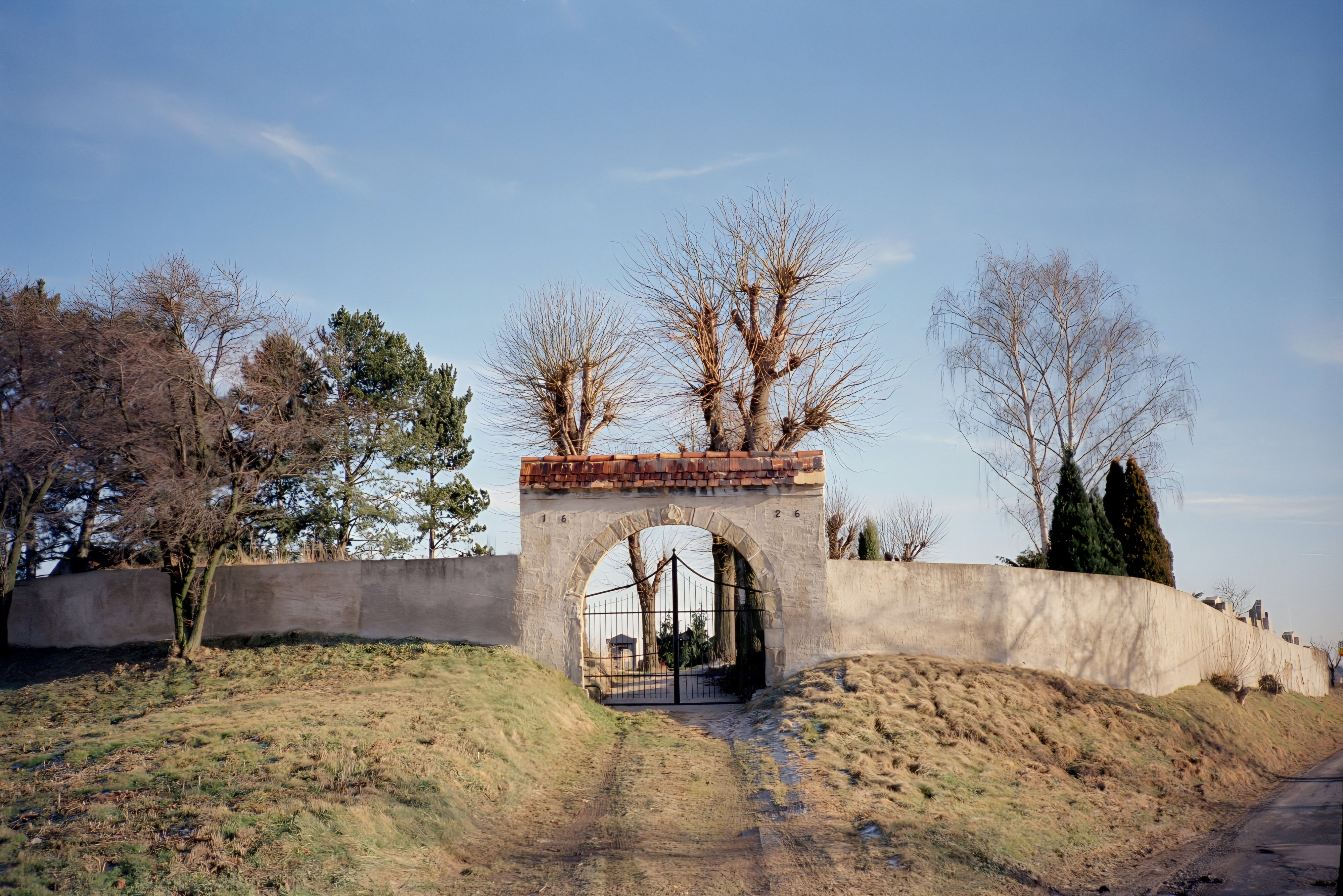
Friedhof Gödern 1997
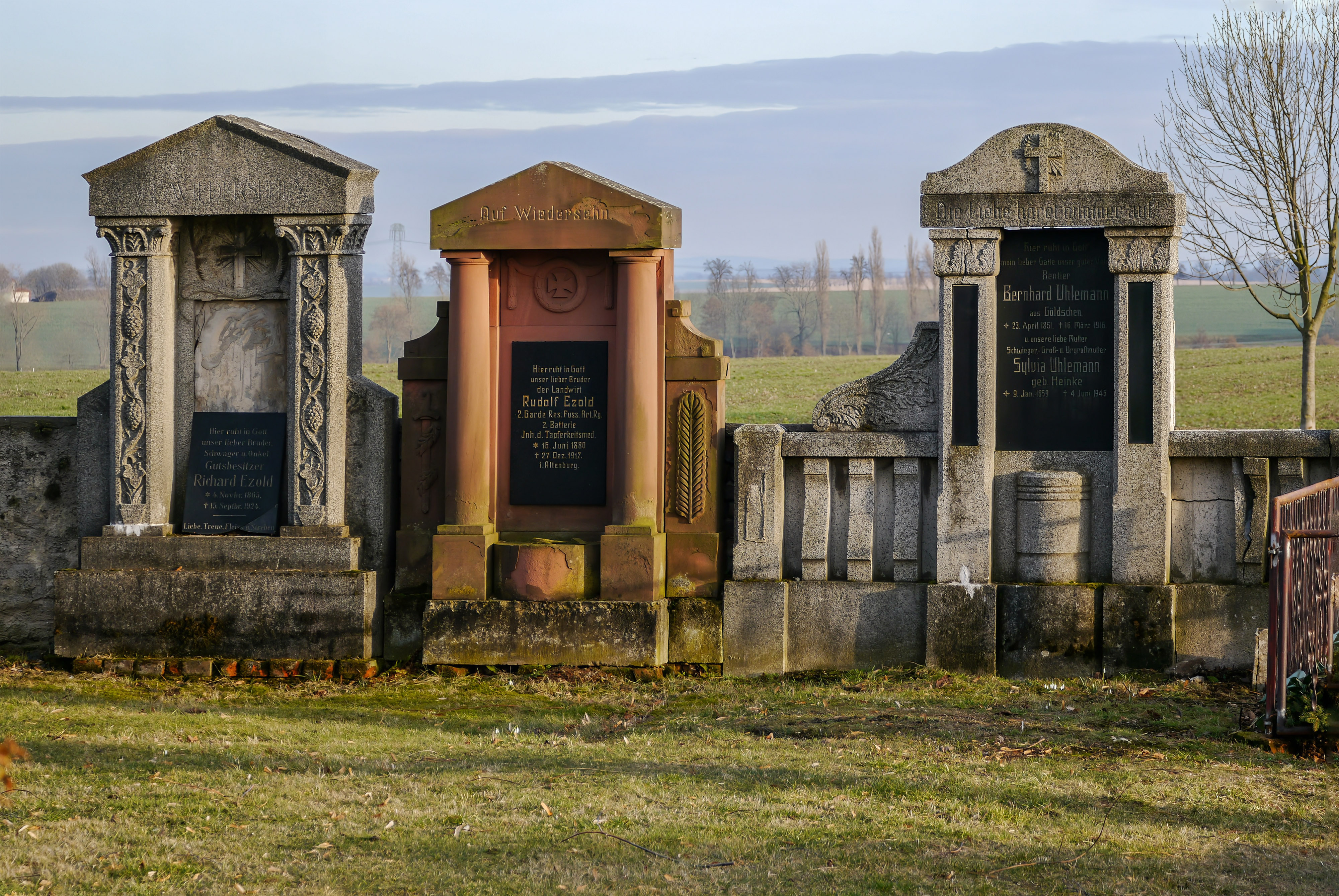
Friedhof Gödern, alte Grabsteine

### Einwohnerentwicklung
Entwicklung der Einwohnerzahl (Stand jeweils 31. Dezember):
| - 1994: 479 - 1995: 553 - 1996: 549 - 1997: 611 - 1998: 612 - 1999: 572 | - 2000: 567 - 2001: 564 - 2002: 561 - 2003: 542 - 2004: 536 - 2005: 513 | - 2006: 487 - 2007: 475 - 2008: 450 - 2009: 449 - 2010: 439 - 2011: 423 | - 2012: 433 - 2013: 427 - 2014: 427 - 2015: 427 - 2016: 414 - 2017: 417 | - 2018: 404 - 2019: 413 - 2020: 413 - 2021: 414 - 2022: 402 - 2023: 404 |

Datenquelle: Thüringer Landesamt für Statistik

### Eingemeindungen
| Ehemalige Gemeinde | Datum           | Anmerkung                                                             |
| ------------------ | --------------- | --------------------------------------------------------------------- |
| Gödern             | 1. Juli 1950    |                                                                       |
| Lossen             | 1. Juli 1950    | am 1. Juli 1950 Umgliederung des Ortsteils Wieseberg nach Lödla       |
| Lutschütz          | 1. Oktober 1938 | Eingemeindung nach Gödern                                             |
| Romschütz          | 1. Juli 1950    |                                                                       |
| Steinwitz          | 1. August 1936  | Eingemeindung nach Lossen, 4. Januar 1953 Umgliederung nach Altenburg |

## Politik

### Gemeinderat
Die Zusammensetzung des Gemeinderats, der aus sechs Mitgliedern besteht, wurde bei der Kommunalwahl am 25. Mai 2014 in einer Mehrheitswahl gewählt. Alle Gemeinderäte gehören der Wählergemeinschaft Feuerwehrverein an.
Die Wahlbeteiligung lag bei 62,4 % (±0,0 %p).

### Bürgermeister
Seit der Wahl am 5. Juni 2016 ist der von dem ortsansässigen Feuerwehrverein aufgestellte Frank Eichhorn Bürgermeister. Er wurde mit einer Mehrheit von 88,5 % ohne Gegenkandidaten und einer Wahlbeteiligung von 46,2 % (−6,3 %p) gewählt. Vorherige Amtsinhaber waren bis 2004 Almut Klein (CDU) und bis 2016 Roberto Bauer vom Feuerwehrverein.

## Wirtschaft und Infrastruktur

### Wasserver- und Abwasserentsorgung
Die Aufgaben der Wasserver- und Abwasserentsorgung hat die Gemeinde dem Zweckverband Wasserver- und Abwasserentsorgung Altenburger Land übertragen.

## Persönlichkeiten
- Hellmut Kasel (1906–1986), Architekt